# Семиречје
Семиречје или Седморечје (рус. Семирече, киргиски: Жетисуу, казахстнаски: Жетісу) је географска област у централној Азији коју творе поречја седам река по којима је област и названа: Или, Каратал, Биен, Аксу, Лепси (Лепса), Баскан и Сарканд. На северу се гранићи на језеро Балхаш, на југу са горским ланцем Тјен Шан. За време Руског царства то је био део руског Туркестана а данас су део Казахстана и Киргистана.

## Историја
У првом миленијуму пред Христом на тлу Семиречја живели су Скити, касније у 2. веку до наше ере па до 5. века после Христа овде су живели номадски Усуни. Средином 6. века наше ере био је део западно турског каната. Крајем 10. века део је Караканида и касније Кара-Китаја. Почетком 13. века тај простор заузму Монголи под Џингис-каном. Распадом монголског Чагатаја формира се Могулстан.
У 15. веку овде се формира Казахско канство. 1867 као област Семирече постане део Руске Империје.